# 가톨릭관동대학교 국제성모병원
가톨릭관동대학교 국제성모병원(가톨릭關東大學校國際聖母病院, Catholic Kwandong University International St. Mary's Hospital)은 인천광역시 서구 심곡로100번길 25에 있는 가톨릭관동대학교 부속 병원이다.
2014년 2월 17일에 국제성모병원으로 개원하였다. 2014년 6월 30일에 천주교 인천교구에서 관동대학교를 인수하였으며 그에 따라 교육부는 국제성모병원을 관동대학교 부속병원으로 승인했다. 관동대학교를 인수한 천주교 인천교구는 관동대학교를 가톨릭관동대학교로 교명을 변경함에 따라 2014년 8월 15일에 가톨릭관동대학교 국제성모병원으로 이름을 바꾸었다.

## 병원 사진

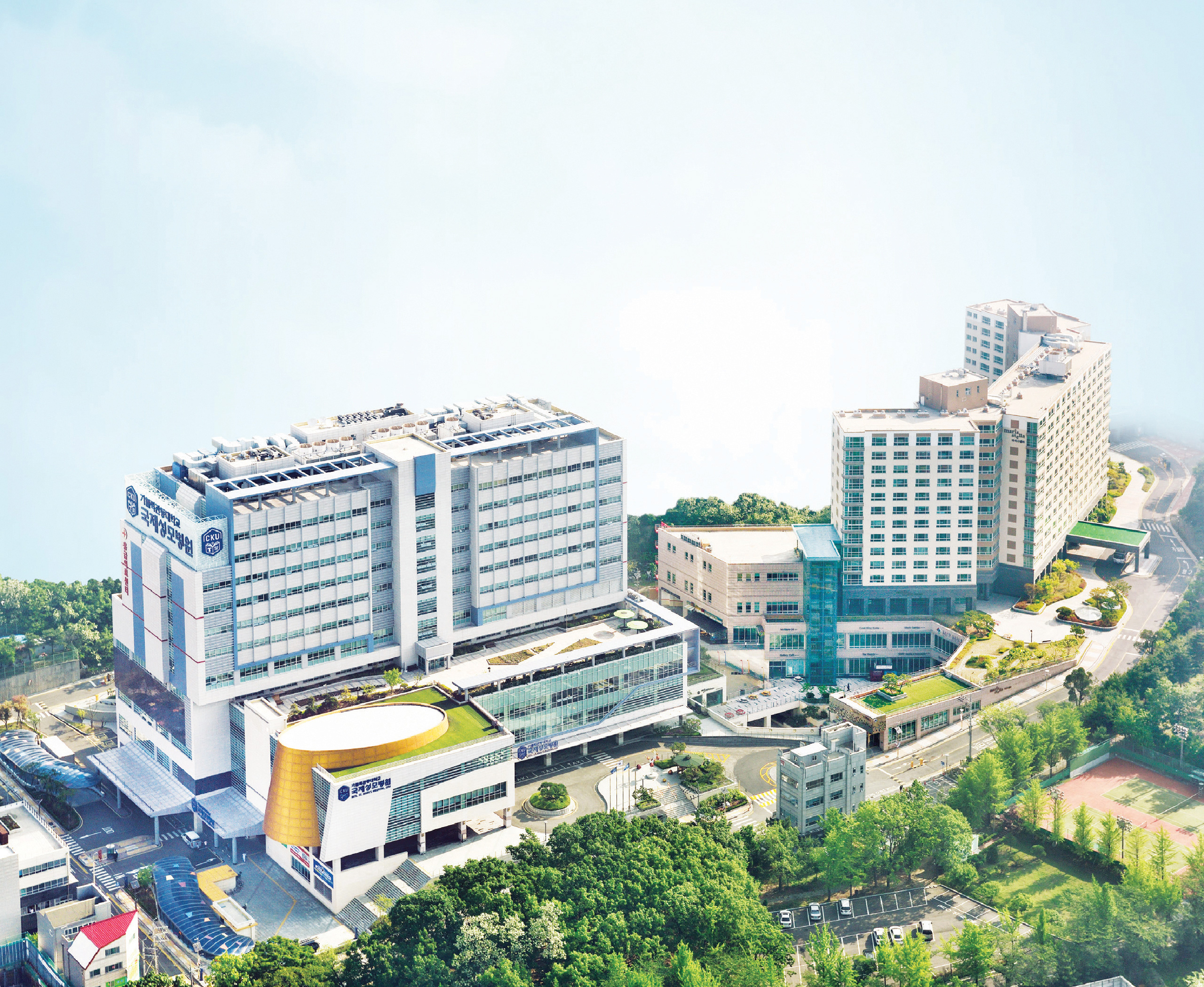
국제성모병원 전경

## 개요
- 병원 구분 : 대학병원(종합병원)
- 소재지 : 인천광역시 서구 심곡로100번길 25
- 응급의료기관 유형 : 지역응급의료센터
- 설립자 : 학교법인 인천가톨릭학원
- 가정간호사업/호스피스병동 : 시행
- 규모 : 지하 6층, 지상 11층
- 주차시설 : 828대
- 대표번호 : 1600-8291

## 역대 병원장
- 제1대 병원장 천명훈 2014. 3. 1 ~ 2014. 8. 31
- 제2대 병원장 김준식 2014. 9. 1 ~ 2017. 4. 30
- 제3대 병원장 김영인 2017. 5. 1 ~ 2020. 1. 1
- 제4대 병원장 김현태 루카 신부 2020. 1. 2 ~ 2020. 6. 29
- 제5대 병원장 김현수 토마스 신부 2020. 6.30 ~ 2025. 1. 1
- 제6대 병원장 고동현 노엘 신부 2025. 1. 2 ~

## 진료분야
| 진료과              | 주요전문 진료분야 | 위치     |
| ------------------- | --- | -------- |
| 소화기내과          | 위암, 대장암, 직장암, 식도암, 십이지장암, 위식도역류질환/기능성위장장애, 소화성궤양 및 헬리코박터파이로리, 위염, 위궤양, 십이지장궤양, 위선종, 위용종, 위점막하종양, 식도점막하종양, 십이지장점막하종양, 염증성장질환, 만성변비, 감염성설사 췌장암, 간암, 간경변, 급성간부전, 지방간, 바이러스성간염, 알코올성 간질환 | B1F      |
| 심장내과            | 허혈성심질환, 고혈압, 고지혈증, 협심증, 심근경색증, 심부전, 부정맥, 말초혈관질환, 관상동맥질환 | B1F      |
| 내분비내과          | 뇌하수체 기능이상, 갑상선 기능이상, 비만, 대사증후군, 이상지질혈증, 당뇨병, 골다공증, 부갑상선 질환, 내분비성 고혈압, 내분비 유전질환, 부신 기능 이상, 내당능장애, 비만, 대사증후군, 골감소증, 스트레스성질환, 항노화요법, 장수의학 | 1F       |
| 호흡기내과          | 폐암, 간질성폐질환, 기관지천식, COPD | 1F       |
| 류마티스내과        | 관절염, 결합조직질환, 류미티스 관절염, 섬유근통, 전신성 홍반성 루푸스, 통풍, 퇴행성 관절염, 강직성 척추염 | 1F       |
| 종양혈액내과        | 위암, 폐암, 대장암, 두경부암, 유방암, 췌담도암, 비뇨기암, 골육종 및 연부조직 육종, 부인암 등 고형성 암질환의 내과적 치료 다발성 골수종, 악성 림프종, 급성 및 만성 백혈병, 빈혈, 혈구 감소증, 혈전/출혈성 질환 | 1F       |
| 신장내과            | 만성신부전증, 당뇨, 혈액투석, 복막투석, 지속성 혈액여과, 급성신부전증, 당뇨병성신증, 사구체신염, 고혈압, 인공신장센터 | 2F       |
| 감염내과            | 에이즈, 원인불명 열, 법정전염병, 여행예방접종, 감염질환, 항생제 내성, 면역저하자 감염, 해외풍토병, 외국인진료 | 1F       |
| 알레르기내과        | 알레르기성 기도 질환(기관지 천식, 알레르기 비염, 만성 기침 등), 알레르기성 중증 급성 전신 질환(음식물, 약물, 곤충독 관련 아나필락시스(알레르기 쇼크) 등), 알레르기성 피부 질환(급-만성 두드러기, 혈관부종, 아토피 피부염 등), 음식물 및 약물 알레르기, 알레르기성 특수 면역질환(알레르기 백혈구(호산구) 증가 질환 등), 환경 및 직업 관련 알레르기 |          |
| 신경과              | 뇌전증(간질), 뇌졸중(중풍), 기억장애 및 치매, 어지럼증, 두통, 손발저림증, 급성기 뇌경색의 진단과 치료 및 뇌졸중 위험인자 분석과 예방치료 | B1F      |
| 정신건강의학과      | 알코올 중독, 조현병 등 만성 정신장애, 조울증, 인지장애, 성격장애, 기분장애, 불안장애, 기능적 뇌영상 연구, 공황장애, 강박장애, 사회공포증, 불면증, 과수면증, 환각, 망상 증상, 주요 우울장애, 양극성장애 | B1F      |
| 외과                | 상부위장관, 위암, 위장관 간질 종양, 위장관 질환, 대장항문질환, 대장암, 직장암, 치질(치핵) 및 치주, 탈장, 복강경 및 췌장질환, 담도질환, 담낭암, 췌담도결석, 간종양, 간외과, 간이식, 간 세포암, 담관 세포암, 전이성 간암, 간문부 담관암, 담도암, 간내 담석증, 간 내 담관의 협착증, 간농양, 복부 외상 및 외과적 응급질환, 유방질환, 유방암, 유방 양성질환, 갑상선 질환, 유방재건, 림프부종, 갑상선암, 갑상선 양성종양, 유방암 수술 이후 발상핸 림프부종 | B1F, 1F  |
| 정형외과            | 소아정형외과, 소아기형교정, 사지연장술, 슬관절, 반월상, 연골 손상, 십자 인대 및 측부 인대 파열, 관절 연골 결손, 관절염, 슬관절부 골절, 회전근개 파열, 오십견, 테니스 엘보, 골절, 석회성건염, 충돌증후군, 습관성 탈구, 상부관절와순 파열, 팔꿈치 강직, 골절 족부, 족관절 외상, 족저근막염, 아킬레스 건염, 무지외반증, 족지 변형, 만성 발목 관절 불안정, 발목 관절 관절염, 거골 골연골 병변 척추외과, 척추관 협착증 및 디스크질환, 척추 외상, 척추측만증, 골다공증성 척추질환, 인공관절(고관절, 슬관절, 엉덩관절), 관절재건 및 외상학(골반, 넓적다리), 골다공증 질환 | B1F      |
| 신경외과            | 외상성 내손상, 영상유도하 뇌종양 수술, 각성수술, 척추신경외과 | B1F      |
| 심장혈관흉부외과    | 성인심장혈관, 동맥질환, 폐암, 일반흉부질환, 정맥류, 다한증, 오목가슴, 소아청소년 흉부클리닉 | B1F      |
| 성형외과            | 미용성형, 재건성형, 안면골절, 안면외상, 화상, 연부조직결손 | 2F       |
| 마취통증의학과      | 수술환자의 마취 관리 및 통증 관리, 정형외과 마취, 중환자 관리, 노인마취, 심폐마취, 뇌신경마취, 심장마취, 안이비인후과 마취, 통증클리닉(만성통증질환, 척추 및 관절 질환, 두통, 대상포진 후 신경통, 각종 신경변증성 통증, 수술 후 통증) | 1F       |
| 산부인과            | 모체태아의학, 임신성 고혈압, 임신성 당뇨 등 임신부 질환, 태아기형을 포함한 태아 이상의 진단과 치료, 비뇨부인과, 자궁탈, 질탈, 직장탈, 방광탈, 요실금, 과민성 방광 증후군, 방광-요도 염증, 간질성 방광염, 노인성 질염, 요도 게실, 만성골반통, 회음부 손상, 변실금, 방광 질루, 직장 질루, 양성자궁, 자궁근종, 선근종, 자궁 내막 병변, 양성 난소 난종 | 1F       |
| 소아청소년과        | 만성 기침, 기관지염, 후두염, 모세기관지염, 폐렴 등의 호흡기 질환과 천식, 비염, 아토피 피부염, 두드러기, 식품 알레르기 등의 알레르기 질환, 소아신경과, 소아조숙증, 저신장, 갑상선질환, 소아당뇨, 소아비만, 소아내분비질환 | B1F      |
| 안과                | 안성형, 소아안과, 사시, 신경안과, 안검하수, 눈물길질환, 망막 및 유리체질환, 연령관련 황반병성, 당뇨 망막병증, 망막 혈관질환, 망막박리, 포도막염, 백내장, 미숙아 망막증 | 2F       |
| 이비인후-두경부외과 | 두경부외과, 두경부종양, 갑상선, 음성클리닉, 이과, 어지럼증, 중이염, 난청, 귀성형, 귀울림, 청신경종양, 안면마비, 비과, 알레르기 비염, 축농증, 코골이 및 수면무호흡증, 외비 성형, 비강 종양 | 1F       |
| 피부과              | 피부외과, 피부암, 피부종양, 피부미용 및 레이져, 주름살, 눈꺼풀 처짐, 흉터, 혈관질환 여드름, 피부면역, 화학박피, 혈관경화 요법 [베체트특수클리닉] 베체트병은 반복적으로 입안에 궤양이 생기고, 성기부에 궤양이 발생하고, 경우에 따라서는 눈 안에 염증이 발생해 시력을 잃을 수 있는 질환으로 베체트병의 명의 방동식 교수가 질병의 상태에 따른 치료를 시행하고 있다. | 2F       |
| 비뇨의학과          | 종양, 복강경, 전립선질환, 내비뇨기, 요로감염, 배뇨장애, 요로결석, 여성요실금, 남성 성기능 장애, 소아비뇨기과 | 1F       |
| 영상의학과          | 흉부, 복부, 신경계, 근골격계, 비뇨생식기계, 심혈관계, 소아, 유방, 중재적 영상 | B2F, B1F |
| 방사선종양학과      | 유방암, 직장암, 소화기암, 부인암, 비뇨기암 | B1F      |
| 진단검사의학과      | 분자미생물학, 면역학, 응고 및 지혈 진단검사, 임상진단기기 평가, 바이러스 및 면역질환 진단 지표, 감염역학, 항생제 내성 기전 | B1F      |
| 병리과              | 소화기 병리, 부인과 병리, 외과 병리 | 3F       |
| 재활의학과          | 뇌신경재활, 스포츠재활, 통증재활, 근골격클리닉 | B3F      |
| 가정의학과          | 비만, 이상지혈증, 성장클리닉, 노화방지클리닉, 성인예방접종, 해외여행자클리닉, 외래통한 선택형 건강검진, 성인예방접종, 가정의학, 노인의학, 고혈압, 당뇨, 고지혈증, 골다공증, 대사증후군, 근막통증 증후군, 금연 | 1F       |
| 응급의학과          | 외상외과 노인응급의학, 중독 및 독성학, 전문외상 소생술, 전문 심장 소생술 및 심뇌질환 응급, 소아 응급, 외상 응급, 약독물 응급, 환경 응급 | B1F      |
| 핵의학과            | 핵의학, 방사성 동위원소를 이용한 진단과 치료 | B1F      |
| 치과                | 치과보철과, 통합치의학과, 구강악안면외과 심미보철, 임플란트보철, 틀니(부분틀니, 완전틀니), 충치치료, 신경치료, 치주질환치료, 치아미백, 구강종양 및 낭종, 발치(사랑니, 매복치), 악안면외상, 임플란트수술, 악안면감염, 침샘질환, 이갈이, 턱관절질환 | 2F       |
| 한의과              | 정골요법, 척추질환, 근골격계질환, 뇌경색,뇌출혈, 동맥경화, 고혈압, 복통, 변비, 설사, 흡수장애, 아토피, 비염, 천식, 두드러기, 두통, 어지럼증, 이명, 안면마비 | 1F       |
| 직업환경의학과      | 직업병, 직업성 호흡기질환, 직업성 암, 환경성 질환 | 2F       |

## 주요 연혁
- 2014. 02. 17 국제성모병원 개원
- 2014. 03 외국인환자 유치 의료기관 등록
- 2014. 09 가톨릭관동대학교 부속병원 전환
- 2014. 09 장기이식등록기관/의료기관 지정
- 2014. 11 미래혁신대상 혁신기업부문 대상 수상
- 2014. 12 인턴/레지던트 수련병원 지정
- 2014. 12 간이식 수술 시행
- 2014. 12 완화의료전문기관 지정
- 2015. 01 지역응급의료센터 지정
- 2015. 02 우수 내시경실 인증
- 2015. 03 세포치료센터 개설
- 2015. 03 특수건강진단기관 지정
- 2015. 06 바이오 의료기술개발사업 선정
- 2015. 12 호스피스병동 간병서비스 실시
- 2017. 02 만성폐쇄성폐질환 적정성평가 1등급
- 2016. 05 UAE사르쟈로얄병원 공동운영
- 2016. 08 보건복지부 의료기관 인증 획득
- 2016. 08 인천서북부 첫생체신장이식
- 2016. 09 국무총리표창(국가체육발전공로)
- 2016. 12 강화교동도 의료봉사활동
- 2016. 12 국내 최초 전립선 동맥색전술 시행
- 2017. 03 의생명융합연구관 완공
- 2017. 03 위암 적정성평가 1등급
- 2017. 04 폐암 적정성평가 1등급
- 2017. 05 대장암 적정성평가 1등급
- 2017. 05 폐렴 적정성평가 1등급
- 2017. 06 수술의 예방적 항생제 사용 1등급
- 2017. 09 보건복지부장관상 수상(맞춤형암치유병원)
- 2017. 10 인천광역시장 표창
- 2018. 05 최우수 호스피스전문기관 선정(보건복지부)
- 2018. 08 환자경험평가 종합 4위(보건복지부, 건강보험심사평가원)
- 2019. 03 2년 연속 최우수 호스피스전문기관(보건복지부)
- 2020. 01 신포괄수가제 시범사업 기관 선정
- 2020. 03 코로나19 국민안심병원 지정
- 2020. 10 3주기 의료기관인증조사 실시
- 2020. 07 환자경험평가 전국 종합병원 1위(보건복지부, 건강보험심사평가원)
- 2020. 10 제15회 임산부의 날 기념 보건복지부장관상 수상(보건복지부)
- 2020. 11 코로나19 예방 인천시장 표창
- 2020. 12 3주기 의료기관 인증 획득
- 2021. 01 코로나19 생활치료센터, 감염병 전담병원 운영
- 2021. 06 코로나19 대응 공로 보건복지부장관표창
- 2021. 08 첨단재생의료실시기관 지정
- 2022. 01 암환자 재택의료 시범사업 선정
- 2022. 02 의과학 융·복합 연구 발전 거버넌스 구축
- 2022. 06 안전보건경영 방침 선포
- 2023. 04 인천 서구 중증외상환자 초기 거점병원 역할 수행
- 2023. 05 소아응급환자 진료구역 신설 / 몽골 정부 감사패 및 대한민국 최초 최우수청년훈장 수상
- 2023. 06 강화 주문도 의료봉사
- 2023. 08 새만금 세계스카우트잼버리 의료지원
- 2023. 09 3차 해외 의료봉사 수행(몽골), '새로운 미래의 시작' 비전추진단 발대
- 2023. 10 김현수 국제성모병원장 감염병 예방·관리 공로로 인천시장 표창 수상, 대한뇌혈관내치료의학회 뇌졸중 시술 인증기관 지정
- 2024. 01 호스피스전문기관 평가 최우수 등급 획득
- 2024. 02 개원 10주년 비전선포식 개최
- 2024. 02 감염병, 안심 진료! 호흡기센터 리뉴얼 오픈
- 2024. 04 인천시 응급처치 교육 운영기관 선정
- 2024. 05 야간 혈액투석 실시
- 2024. 06 암·중증치료 선도 최신 로봇수술 장비 '다빈치SP'도입
- 2024. 06 로봇수술센터 개소
- 2024. 07 홍보서포터즈 ‘나는 홍보’ 1기 발대식
- 2024. 08 급성기 뇌졸중 적정성 평가 1등급
- 2024. 09 인천 서구 말라리아 조기진단 기관 지정
- 2024. 10 만성폐쇄성폐질환(COPD)·결핵 적정성 평가 1등급
- 2024. 11 강화군 주문도 의료봉사(3차)
- 2024. 11 4주기 의료기관 인증 획득
- 2024. 12 인천 서구 유일 ‘관상동맥우회술’ 적정성 평가 1등급
- 2024. 12 다빈치SP 로봇수술 100례 달성
- 2024. 12 거점지역 응급의료센터 지정
- 2024. 12 암(대장, 위, 폐) 적정성 평가 1등급
- 2024. 12 인천 대학병원 최초 환자 도착 확인 및 신체 계측 키오스크 도입

## 적정성 평가 1등급(건강보험심사평가원)
- 위암, 대장암, 유방암, 폐암
- 뇌졸중, 폐렴, COPD, 중환자실, 혈액투석, 관상동맥우회술
- 마취, 수술의 예방적 항생제 사용, 항생제 처방률, 주사제 처방률, 급성중이염 항생제